# Жидачівський целюлозно-паперовий комбінат
Жида́чівський целюло́зно-паперо́вий комбіна́т (ЖЦПК) — підприємство, розташоване в місті Жидачів Львівської області. Раніше комбінат виробляв 90 % українського газетного паперу (на початках відновлення незалежності 1991 року).

## Історія підприємства

### У радянські часи
Первісно — Жидачівський целюлюзно-картонний завод. 7 серпня 1945 року виконавчий комітет Жидачівської районної ради депутатів трудящих своїм рішенням виділив майданчик під будівництво. Будівельні роботи розпочались у січні 1946 року зі спорудження під'їзної залізничної колії, невеликого цегельного заводу, кам'яного і гравійного кар'єру, пилорами, складів для прийому обладнання.
У жовтні 1951 року було введено в дію перший турбогенератор потужністю 20 мВт, а 17 жовтня з накату картоноробної машини зійшов перший картон. У листопаді 1951 року став до ладу деревномасний завод, а на початку 1952 року — друга картоноробна машина. Згодом почалося будівництво паперової фабрики, де планувалось змонтувати чотири папероробні машини. До кінця 1957 року всі чотири папероробні агрегати працювали. Першими видами продукції комбінату були: бура деревна маса, картон коробковий та картон облицювальний. Згодом, після розширення виробництва, асортимент продукції, що виготовлялась, налічував біля 25 найменувань.
Після введення в експлуатацію паперової фабрики комбінат став у стрій діючих картонно-паперових підприємств України і був одним з найпотужніших підприємств на той час не тільки в Україні, але й у Європі.
Разом з комбінатом будувалося місто. Було споруджено середню школу, дитячі садки. Упродовж 1951–1953 введено в експлуатацію об'єкти першої черги, 1957 — другої, 1964 — третьої черги: збудовано завод напівцелюлози.
Від 1967 — комбінат імені 50-річчя Великої Жовтневої соціалістичної революції. На комбінаті працював Герой Соціалістичної Праці, старший машиніст папероробних машин Григоращенко Анатолій Лукич.
Упродовж 1968—1973 років на заводі стали до ладу нові потужності з виробництва технічних видів продукції, тари тощо; у 1970 — цех гофротари.
У 1974 відкрили цех горбкуватих прокладок, а в 1981 — паперову фабрику № 2.
Основна продукція (перед розпадом СРСР):
- небілена сульфатна целюлоза,
- картон тарний, палітурний, коробочний та ін.,
- папір писальний, кольоровий, для книжкових обкладинок, обгортальний, друкарський.

### У незалежній Україні
Після розпаду СРСР в Україні не було жодної фабрики, що виробляла газетний папір. У березні 1992 року введено в дію новий макулатурний цех; у листопаді 1992 року на новій ПРМ отримано перший газетний папір. ЖЦПК першим в Україні освоїв випуск газетного паперу 1993 року. У грудні 1994 року запрацювала нова ПРМ на місці ПРМ № 3; у жовтні 1996 року став у стрій новий цех гофротари. Листопад 1996 року запам'ятався пуском у роботу нового турбогенератора потужністю 12 мВт; у вересні 1998 року здано в експлуатацію систему автоматичного управління технологічним процесом на ПРМ № 5; у лютому 1999 року — нова картонноробна машина на місці ПРМ № 2; у жовтні 1999 року — поздовжньорізальний верстат на KPM № 5.
1999 року, коли держава вирішила продати контрольний пакет акцій комбінату, підприємство перебувало на межі банкрутства. Складові кризи були такими: неконкурентоспроможна продукція, застарілі технології, велика кількість старого та зношеного устаткування, величезна дебіторська та кредиторська заборгованість. Борги перед бюджетом становили 3,5 млн доларів США в еквіваленті, пені та штрафи — 3,2 млн доларів. Підприємство лихоманило через брак оборотних коштів, і воно простоювало, працюючи на 57 % своєї проектної потужності через брак сировини, матеріалів і системи збуту. Усе майно комбінату перебувало в податковій заставі, що виключало можливість залучення кредитних ресурсів для підтримки ліквідності й інвестування в модернізацію. Держава виставила на продаж контрольний пакет акцій, який був куплений ЗАТ «Київські відомості».
У листопаді 1999 контрольний пакет акцій ВАТ «Жидачівський ЦПК» на конкурсній основі придбали нові власники. Невдовзі нова команда менеджерів почала керувати проектом виведення комбінату з кризи.
У 2001 році Жидачівський целюлозно-паперовий комбінат успішно вийшов із кризи. Було прийнято рішення зробити стратегічну перебудову організаційної структури управління підприємством — створено Торговий дім. 2001 року одним із головних завдань стало придбання й монтаж папероробної машини для виробництва газетного та друкарського видів паперу. Тоді ж було створено шість представництв Торгового дому з продажу продукції комбінату в Києві, Дніпропетровську, Харкові, Одесі, Донецьку, Криму.
3 березня 2001-го почали відпрацьовувати бюджетування комбінату. 2002 рік на комбінаті було оголошено роком якості. Відрахування підприємства складали 86 % усього районного бюджету. Але 2002 рік видався чи не найважчим для підприємства у порівнянні з минулими роками (1999 та 2001). І причина цьому — різке зниження ціни на ринку газетного паперу у 2003 році.
Впродовж подальших кількох років на підприємстві проводилась модернізація обладнання, оновлювалась технологія виготовлення продукції.
Діяльність комбінату була високо оцінена керівництвом держави, у зв'язку з чим, згідно з Указом Президента України № 885/2008 від 01 жовтня 2008 року, саме до дня народження Жидачівського целюлозно-паперового комбінату, було установлено в Україні професійне свято — День працівників целюлозно-паперової промисловості, яке відзначається щорічно у третю суботу жовтня.
Починаючи з 2011 року через ряд об'єктивних причин відбувалося згортання виробництва, і у 2014 році Жидачівський ЦПК повністю зупинив роботу. Фактично близько трьох років підприємство не працювало.
У 2016 році прийшла нова команда керівників, яким у короткий термін вдалося у 2017 році запустити комбінат у роботу. Підприємство почало працювати стабільно, виплачено всю заборгованість по зарплаті.
У березні 2019 року Публічне акціонерне товариство «Жидачівський целюлозно-паперовий комбінат» взяло участь у XXI Всеукраїнському конкурсі на краще паковання «Українська зірка упаковки 2019». Шоу-бокс для корму для тварин став переможцем конкурсу завдяки вдалій конструкцій, високій якості гофрованого картону та точному висіканню.
У 2019-20 років було проведено реконструкцію папероробної машини № 3, що дозволило розширити масоємність сировини. Якщо за існуючими технічними характеристиками на папероробній машині № 3 виготовляли асортимент продукції (папір/картон) масою 112—175 г/м2, то розширення масоємності сировини за рахунок виконання роботи з реконструкції ПРМ № 3 надало можливість: виготовляти низькограматурний та високограматурний (80–220 г/м2) асортимент гофросировини. Для підвищення енергоефективності на комбінаті реалізовано ряд заходів із реконструкції системи паропостачання. Встановлення нових парових котлів дозволило досягнути зменшення негативного впливу викидів підприємства на оточуюче природне середовище, зниження собівартості пари для потреб виробництва продукції.
У 2020 року ПАТ «ЖЦПК» відновив виробництво яєчних лотків в оновленому форматі на сучасному автоматичному обладнанні з продуктивністю близько 50 млн шт. у рік.
У 2020 році ПАТ «ЖЦПК» пройшов оцінку ділової репутації і ввійшов до Міжнародного економічного рейтингу «Ліга кращих» та за результатами комплексного індексного аналізу отримав сертифікат «ПІДПРИЄМСТВО РОКУ УКРАЇНИ‑2020», який є національною відзнакою успіхів підприємства.
Товариство також було відзначено Міжнародною відзнакою — однією з головних складових кейсу ділової репутації — Міжнародний сертифікат-підтвердження звання «THE ENTERPRISE OF THE YEAR 2020».
У 2021 році ПАТ «Жидачівський целюлозно-паперовий комбінат» отримав сертифікати відповідності інтегрованої системи менеджменту згідно зі стандартами ISO 9001:2015 та ISO 22000:2018
У квітні 2022 року Публічне акціонерне товариство «Жидачівський целюлозно-паперовий комбінат» взяло участь у XXIV Всеукраїнському конкурсі на краще паковання «Українська зірка упаковки 2022». Самозбірний гофролоток та «пінетки» з гофрокартону для ягід та плодоовочевої продукції став переможцем конкурсу за новий екологічний вид пакування (заміна пластикових «пінеток»).
Продукція комбінату має збут як у межах України, так і за кордоном. В асортименті: папір для гофрування, папір обгортковий марки Є, картон, гофрокартон, готові ящики з картону, лита тара для упаковки яєць.
На Жидачівському комбінаті працюють більше 500 людей.